# Dryobotodes
Dryobotodes is een geslacht van vlinders van de familie Uilen (Noctuidae).

## Soorten
- D. angusta Sugi, 1980
- D. aulombardi Plante, 1990
- D. bang-haasi Draeseke, 1928
- D. carbonis Wagner, 1931
- D. cerris Boisduval, 1840
- D. contermina Graeser, 1892
- D. eremita

Eikenuiltje (Fabricius, 1775)
- D. intermissa Butler, 1886
- D. monochroma (Esper, 1790)
- D. pryeri Leech, 1900
- D. roboris (Geyer, 1835)
- D. servadeii Parenzan, 1982
- D. tenebrosa (Esper, 1789)
- D. venusta Leech, 1889